# Via Mala (série télévisée)
Pour les articles homonymes, voir Via Mala (homonymie).
Pour plus de détails, voir Fiche technique et Distribution.
Via Mala est une mini-série télévisée de coproduction allemande, autrichienne et française réalisée par Tom Toelle (de), diffusée sur ZDF en 1985 et l'année suivante sur TF1.
Il s'agit d'une adaptation du roman de même titre publié en anglais en 1934 par l'écrivain suisse John Knittel.

## Synopsis
Un drame familial se déroule dans les Alpes grisonnes dans la Via Mala, en Suisse, à la fin des années 1920. Une famille souffre du père tyrannique et alcoolique Jonas Lauretz, qui exploite une scierie familiale, bat ses enfants, maltraite sa femme et agresse sa fille aînée. Il a handicapé son fils Niklaus. Les enfants, à l'exception de la plus jeune fille Silvie, décident de se venger en tuant leur père. Après le meurtre, la famille entre dans des conflits de plus en plus tendus — en raison des enquêtes du juge d'instruction et de l'amant de Silvie —, qui détruisent non seulement la famille, mais aussi la relation de Silvie.

## Fiche technique
- Titre original : Via Mala
- Réalisation : Tom Toelle (de) assisté de Michael Zens et d'Urs Egger (de)
- Scénario : Jörg Graser (de)
- Musique : Ennio Morricone
- Direction artistique : Rolf Engler, Peter Manhardt
- Costumes : Barbara Baum
- Photographie : Igor Luther
- Son : Peter Kellerhals
- Montage : Marie Homolkova
- Production : Kurt Mrkwicka, Thomas Schühly
- Société de production : Iduna Film, MR TV-Film, Progéfi
- Pays d'origine :  Allemagne,  Autriche,  France
- Langue : Allemand
- Format : Couleur - 1,33:1 - Dolby - 35 mm
- Genre : Drame
- Durée : 285 minutes (trois épisodes de 95 minutes)
- Dates de première diffusion :
  -  Allemagne de l'Ouest : 1er septembre 1985
  -  France : 8 mars 1986 sur TF1
  -  Suède : 17 mai 1986
  -  Hongrie : 26 juillet 1990

## Distribution
- Mario Adorf : Jonas Lauretz
- Maruschka Detmers : Silvie Lauretz
- Milena Vukotic : Sophie Lauretz
- Dominique Pinon : Niklaus Lauretz
- Sissy Höfferer : Hanna Lauretz
- Juraj Kukura (cs) : Andreas von Richenau
- Fritz Eckhardt : le bourgmestre Bonatsch
- Jean-Paul Comart : Georg Gumpers
- Ingrid Burkhard : Mme Gumpers
- Beppe Chierici (it) : Jöry Wagner
- Hans Christian Blech : le peintre Lauters
- Robert Dietl : le baron von Richenau
- Eva Zilcher (de) : la baronne von Richenau
- Georg Marischka : Dr Gutknecht
- Jutta Maria Luser : Klara
- Hanno Pöschl : l'aubergiste
- Bert Fortell : Lehmann
- Dieter Schidor : Dr Arenberg
- Bruno Dallansky : Schmid
- Siegfried Meisner : Wohl
- Alexander Strobele (de) : un soldat
- Balthasar Burkhard : Zirreder
- Marius Cella : un gendarme
- Magda Hausschulz : la vendeuse
- Willi Scheidegger : le prêtre
- Sylvie Granotier : Louise
- Holde Naumann : Mlle Lauters
- Paola Loew (de) : la tante Susi
- Jaromír Borek (de) :  le sergent Jedele
- Herta Böhm-Wildner : la secrétaire
- Norbert Gastell (de) : Dr Gutknecht (inconnu)
- Herbert Pendl : le Standesbeamter (le conservateur)
- Fritz Holzer (de) : le portier de l'hôtel
- Dirk Salomon (de) : un ouvrier
- Heinrich Strobele (de) : le maître d'hôtel

## Production
Le tournage se déroule de juillet à octobre 1983 dans la Gasterntal (de), haute vallée de l'Oberland bernois, en Suisse. Il ne se déroule donc pas dans les environs de la gorge de Viamala proprement dite, qui se situe plus à l'est de la Suisse dans la vallée du Rhin postérieur dans les Alpes grisonnes. La maison et le moulin fournissant l'énergie de la scierie sont construits dans la partie inférieure de la vallée, vers 1 350 m d'altitude, à proximité immédiate de la cascade du Balmhornbach ; les scènes de Via Mala sont tournées près du pont dans la gorge étroite entre la fin de la vallée et la commune de Kandersteg en aval.

Un des lieux de tournage : la vallée de la Gaster (en allemand de Suisse : « » ou « Gasteretal »), dans laquelle coule la rivière Kander en amont de Kandersteg
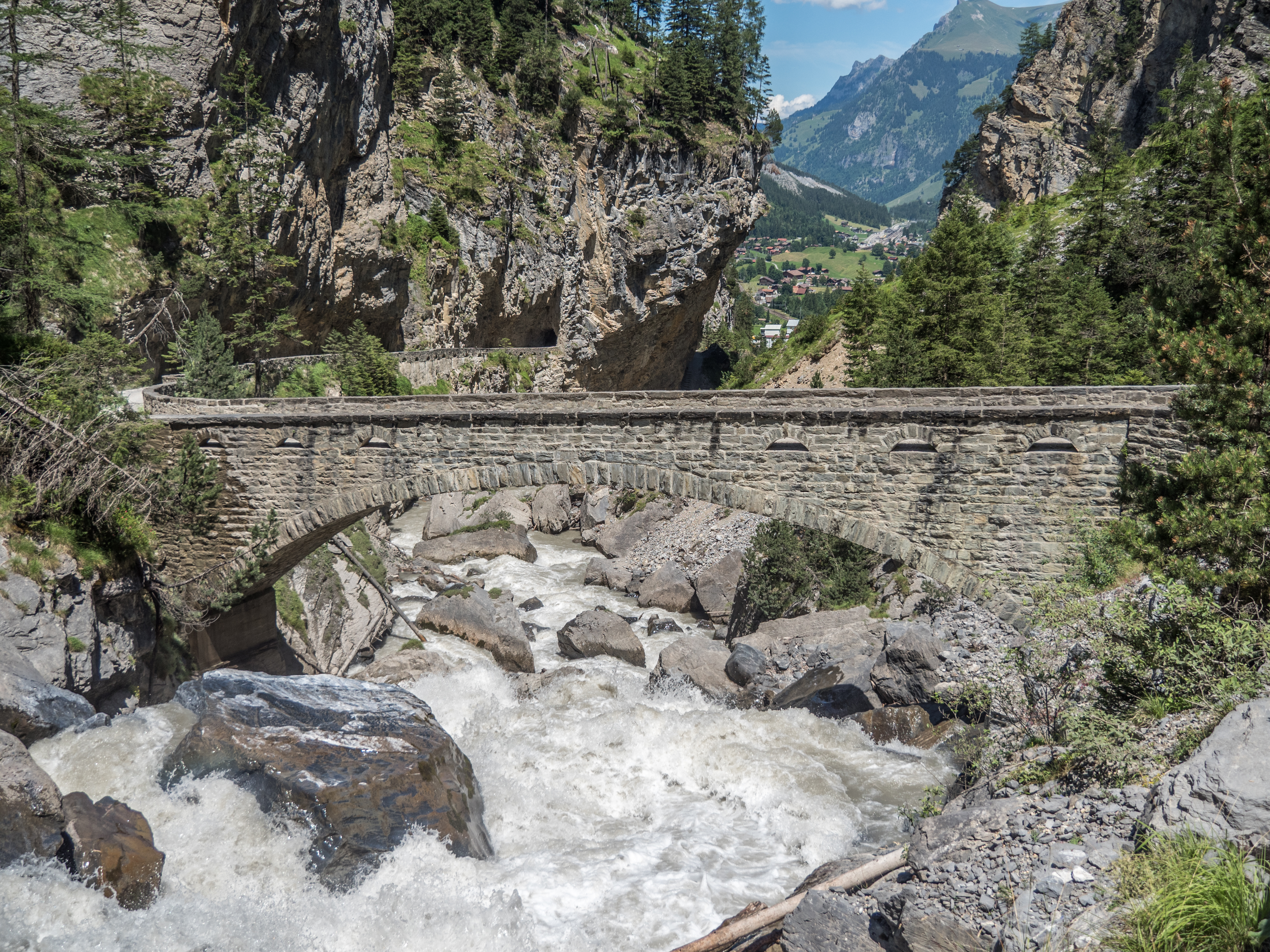
Un des lieux de tournage : la vallée de la Gaster (en allemand de Suisse : « Gasterntal (de) » ou « Gasteretal »), dans laquelle coule la rivière Kander en amont de Kandersteg
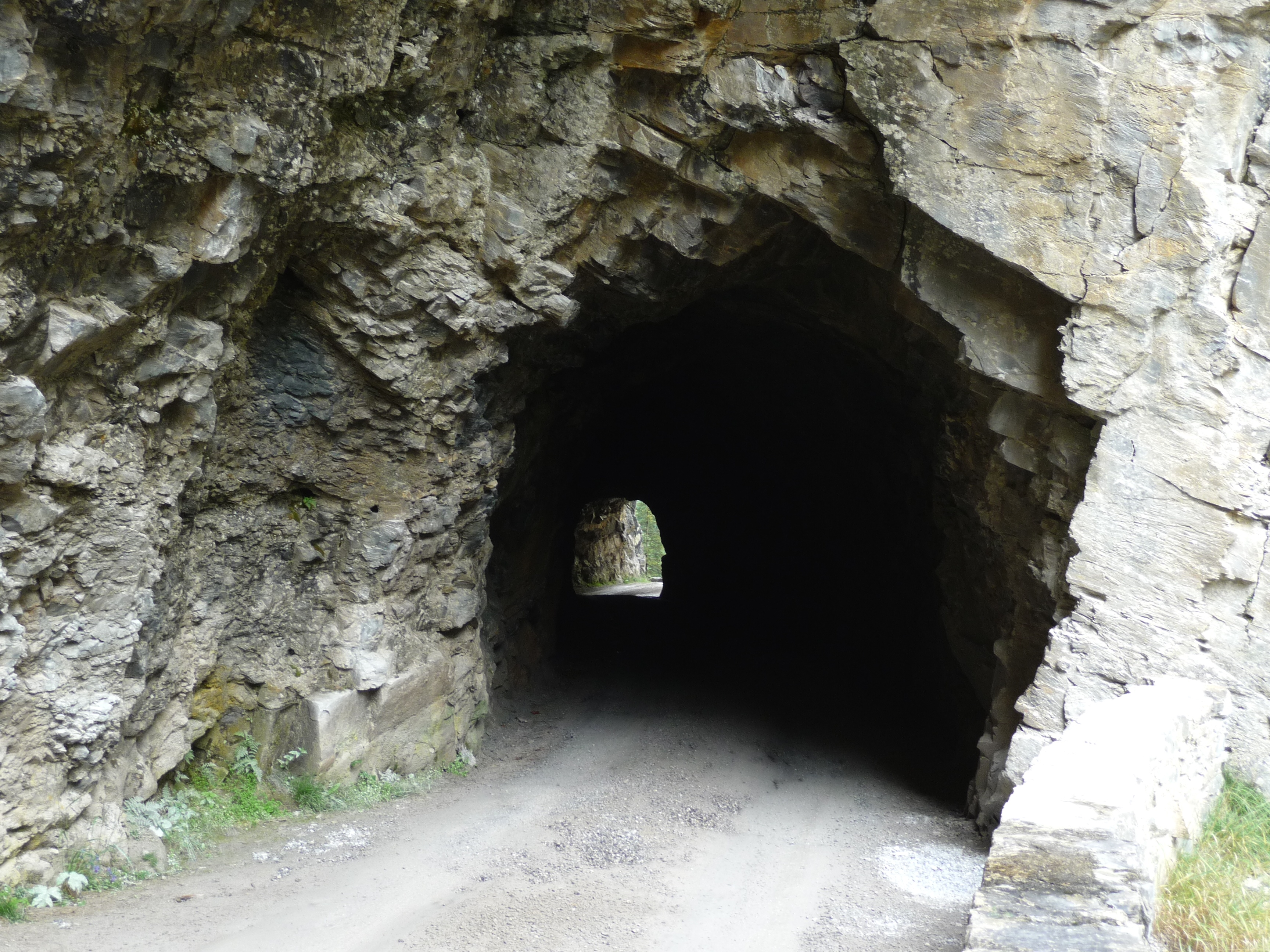
Pont routier de Chluse sur la rivière Kander, à la fin de la vallée en amont de Kandersteg (village un peu visible au loin).
- Tunnel à l'entrée de la vallée.
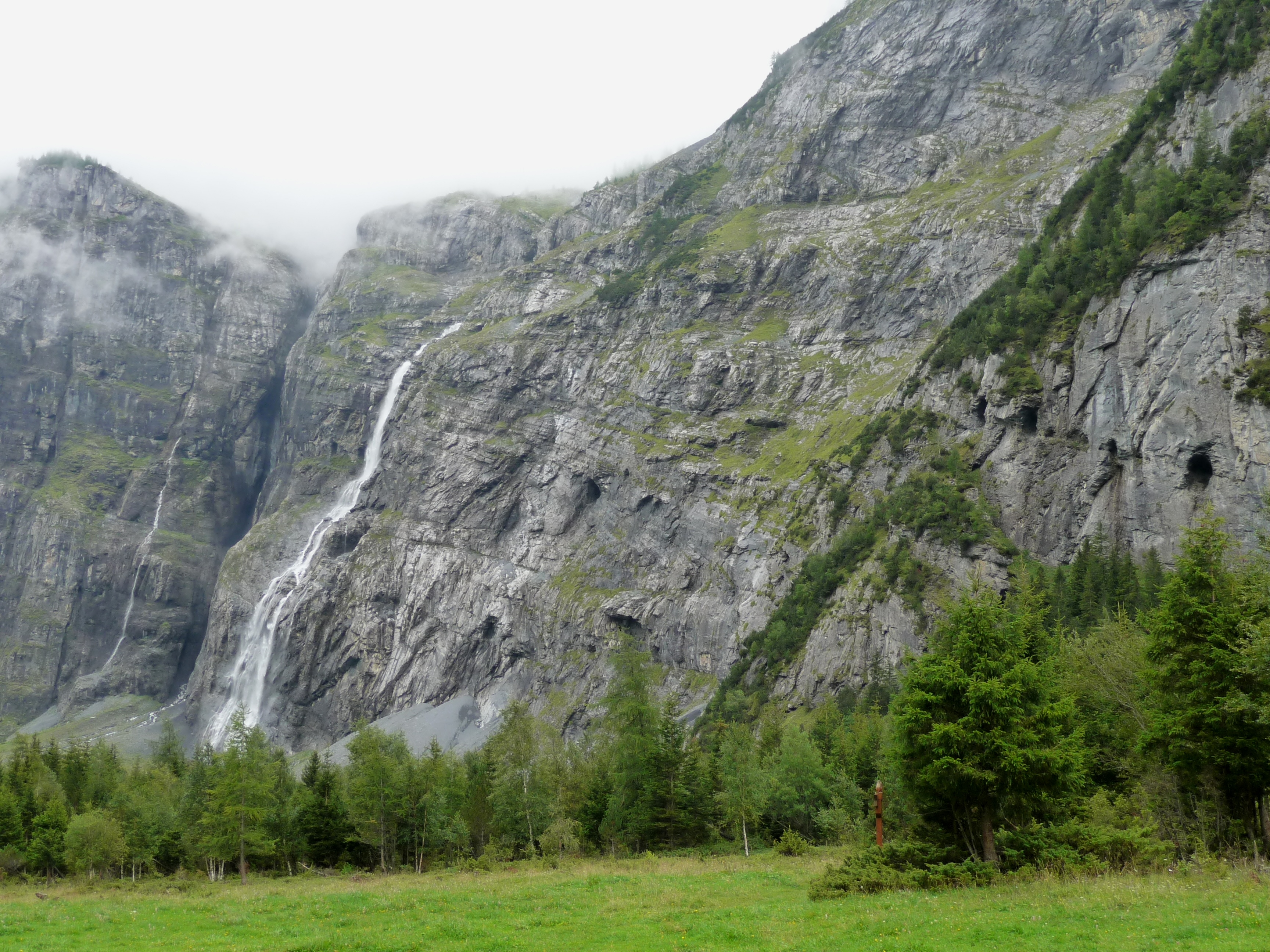
Chutes du Balmhornbach (ruisseau du Balmhorn) dans la vallée, près desquels se situent la maison et la scierie familiales.

Les images du restaurant où Jonas Lauretz attaque l'aubergiste (et où Andreas von Richenau, avocat et amant de Silvie Lauretz, demande plus tard où Jonas Lauretz se trouve) sont prises en 1983 dans la commune valaisanne de Tourtemagne, dans ce qu'on appelle la Wäbihaus. L'église dans laquelle le père s'est révolté et dans laquelle a ensuite eu lieu le cortège funèbre du peintre est une petite chapelle de pèlerinage de Kühmad-Blatten, toujours dans le Valais. Les deux lieux ont été entièrement rénovés après le tournage et ne se trouvent donc plus dans l'état montré dans le film.
Lors du tournage en Suisse, des désaccords surviennent entre le réalisateur Tom Toelle et la société de production Iduna-Film (société appartenant à Leo Kirch). Après qu'environ un tiers seulement de l'ensemble du film est achevé en octobre 1983, une autre société de production de Leo Kirch, MR-Film, est chargée de superviser le reste de la production. Le directeur de MR-Film, Kurt Mrkwicka, décide alors d'interrompre le tournage en Suisse, pour des raisons saisonnières, et de le poursuivre en Autriche à Sportgastein (de) (dans la vallée de la Nassfelder Ache (de)) en avril suivant. Les scènes avec l'hospice ainsi qu'avec la maison et l'atelier du peintre Lauters sont tournées dans les maisons des mineurs au-dessus de la vallée de la Nassfelder Ache, qui étaient déjà vides à l'époque. Le plan dans lequel Silvie Lauretz se baigne nue et est découverte par le peintre Lauters est pris dans la même vallée. Les scènes de chemin de fer que l'on peut voir dans les première et deuxième parties ont été tournées sur les lignes de la Murtalbahn (de) (chemin de fer de la « Murtal », ou de la « vallée de la Mur »), notamment dans la gare de Predlitz-Ladin (de), qui a été démolie neuf ans plus tard, en 1993. La scène tragique finale se déroule sur le pont russe enjambant la Nassfelder Ache (de).
D'autres scènes sont tournées dans la commune valaisanne de Loèche en Suisse ainsi qu'à Bad Gastein en Autriche (en aval de la même vallée de Nassfelder (de)). Dans l'ensemble, la production impressionne par son souci du détail : par exemple, une scierie entièrement fonctionnelle, l'aménagement intérieur des pièces, les costumes des acteurs et les uniformes des soldats, qui correspondent à la période autour de 1929, à l'exception des épaulettes manquantes. Les véhicules anciens utilisés correspondent également à leur époque et portent des plaques d'immatriculation suisses, bien que provenant de cantons différents.
En raison de la distribution internationale, les dialogues originaux furent enregistrés en anglais pendant le tournage (d'ailleurs, John Knittel a écrit le roman en anglais), mais sont ensuite doublés en allemand pour ZDF, les acteurs germanophones se doublant évidemment eux-mêmes. Il n'existe pas de version avec le son anglais original en raison du bruit de fond parfois très fort.
Les coûts de la production télévisuelle ont été de 16 millions de DM, une somme considérable pour les années 1980.
La série a été diffusée pour la première fois sur ZDF du 1er au 3 septembre 1985 et a atteint une des plus hautes audiences (50 %) pour une production ZDF.
Elle a fait l'objet de diffusions en France sur TF1 (en 1986) puis sur Arte les années suivantes.